# Stegolepis microcephala
Stegolepis microcephala är en gräsväxtart som beskrevs av Bassett Maguire. Stegolepis microcephala ingår i släktet Stegolepis och familjen Rapateaceae. Inga underarter finns listade i Catalogue of Life.